# Cosmohermannia robusta
Cosmohermannia robusta är en kvalsterart som först beskrevs av Aoki 1994.  Cosmohermannia robusta ingår i släktet Cosmohermannia och familjen Nanhermanniidae. Inga underarter finns listade i Catalogue of Life.